# 短棘鯊屬
短棘鯊屬（学名：Aculeola）为燈籠棘鮫科的一个属。

## 下属物种
本属包括以下物种：
- 短棘鲨 Aculeola nigra de Buen, 1959